# Franz Hössler
Franz Hößler, ou Franz Hössler (4 février 1906 - 13 décembre 1945) était un SS-Obersturmführer allemand et Schutzhaftlagerführer aux camps de concentration d'Auschwitz-Birkenau, Dora-Mittelbau et Bergen-Belsen pendant la Seconde Guerre mondiale. Capturé par les Alliés à la fin de la guerre, Hößler est accusé de crimes contre l'humanité lors du premier procès de Bergen-Belsen, reconnu coupable et condamné à mort. Il est exécuté à la prison de Hamelin en 1945.

## Jeunesse et début de carrière
Hößler naît en 1906 dans la ville d'Oberdorf, aujourd'hui Marktoberdorf, dans la région Souabe de l'Empire allemand. Fils d'un contremaître, il quitte l'école précipitamment pour devenir photographe. Employé en entrepôt puis au chômage pendant la Grande Dépression des années 1930, il rejoint le parti nazi au début de novembre 1932 (membre n ° 1 374 713) et la SS (membre n ° 41 940) en janvier 1933, jour de l'arrivée d'Hitler au pouvoir. Hößler était marié et avait trois enfants.
Lors de son service dans la SS, Hößler est promu au rang de SS-Obersturmführer et devient officier de réserve dans les Waffen-SS. Après la création du camp de concentration de Dachau en juillet 1933, il est l'un des premiers membres du personnel de garde. Il travaille à Dachau comme cuisinier jusqu'au début de la Seconde Guerre mondiale.

## Auschwitz
En juin 1940, Hößler est transféré au camp de concentration nouvellement ouvert d'Auschwitz I lors des premières déportations de masse. Il gère les cuisines du camp et est occasionnellement superviseur du sous-camp (Kommandoführer). Début 1941, il devient chef de service au travail (Arbeitsdienstführer). Le 28 juillet 1941, Hößler accompagne un envoi de 575 détenus sélectionnés à Auschwitz I à destination du centre d'euthanasie du château de Sonnenstein, où ils sont assassinés dans le cadre de l'Aktion 14f13. En juin 1942, Hößler, en compagnie d'Otto Moll et Hans Aumeier, participe à l'assassinat de 168 survivants en répression d'un soulèvement dans la section de punition d'Auschwitz I. Pendant quelques mois, en 1942, il a également été responsable de la construction d'une station de vacances pour la SS à Żywiec, appelé « Solahütte ».
Après l'agrandissement du dorénavant camp d'extermination d'Auschwitz-Birkenau, Hößler prend diverses fonctions dans le camp. De septembre à novembre 1942, une brigade composée de prisonniers appelés Sonderkommando Hößler a exhumé 107 000 cadavres de fosses communes autour d'Auschwitz I afin de les brûler dans les nouveaux crématoriums d'Auschwitz II. Les prisonniers du Sonderkommando ont été quasiment tous assassinés après cette action. Pour effectuer cette opération, Hößler, avec Rudolf Höß et Walter Dejaco (de), avaient visité le camp d'extermination de Chelmno le 16 septembre 1942 pour observer les tests menés par Paul Blobel.
Parallèlement, Hößler gère l'ancien crématoire au camp principal Auschwitz I les gazages dans les bunkers. Johann Kremer, médecin SS du camp du 30 août au 17 novembre 1942, enregistre un transport de 1 703 juifs hollandais vers le camp principal géré par Hoßler. L'incident a été décrit dans son journal :

« En ce qui concerne les gazages écrits dans mon journal daté du 12 novembre 1942, je note ce jour-là qu'environ 1 600 Hollandais ont été gazés. C'est un chiffre approximatif, que j'ai écrit suite aux dires des autres. L'action a été menée par l'officier SS Hößler. Je me souviens qu'il a essayé de conduire tout le groupe dans un seul bunker. N'ayant pas réussi à faire rentrer le dernier homme, Hoßler l'abat de sang froid avec son revolver. C'est la raison pour laquelle j'ai écrit dans le journal: "Une scène épouvantable avant le dernier bunker! (Hößler!)". »

 - Dr Johann Kremer, SS KZ-Arzt, témoignage lors du procès d'Auschwitz, le 18 juillet 1947.
Vers la mi-1943, Hößler s'implique dans le recrutement de femmes « aryennes » pour s'occuper d'un sous-camp nouvellement ouvert au camp principal d'Auschwitz I. Il a ensuite été promu au rôle principal de Schutzhaftlagerführer (succédant à Paul Heinrich Theodor Müller (en)) au camp féminin d'Auschwitz-Birkenau en août 1943, qu'il a dirigé avec l'Aufseherin Maria Mandel. Il participe à de nombreuses sélections et gazages. Filip Müller, l'un des rares membres du Sonderkommando survivant d'Auschwitz, a paraphrasé le discours d'Hößler pour tromper un groupe de Juifs grecs présents dans la salle de déshabillage avant le portail de la chambres à gaz:

« Au nom de l'administration du camp, je vous souhaite la bienvenue. Ce n'est pas une station de vacances mais un camp de travail. Tout comme nos soldats risquant leur vie au front pour remporter la victoire pour le Troisième Reich, vous devrez travailler ici pour le bien-être d'une nouvelle Europe. La façon dont vous abordez cette tâche vous incombe entièrement. La chance est de votre côté. Nous veillerons à votre santé et nous vous offrirons un travail bien rémunéré. Après la guerre, nous vous évaluerons chacun selon vos mérites et nous vous traiterons en conséquence.
Maintenant, voudriez-vous tous vous déshabiller. Accrochez vos vêtements sur les crochets mis à disposition et rappelez-vous votre numéro [du crochet]. Après votre bain, il y aura un bol de soupe, du café ou du thé pour tout le monde. Oh oui, avant d'oublier, après votre bain, prenez vos certificats, diplômes, rapports scolaires et tout autre document afin que nous puissions employer tout le monde en fonction de sa formation et de sa capacité. Les diabétiques ne mangeant pas de sucre feront un rapport au personnel de service après leur bain. »

-SS-Obersturmführer Franz Hössler.
Pendant un court laps de temps entre le 15 mars et le 15 mai 1944, Hößler était également commandant (KZ-Kommandant) du camp de concentration de Neckarelz à Mosbach, un sous-campement du plus grand complexe du camp de Natzweiler-Struthof, en France occupée. À la suite de l'invasion alliée de la France en juin 1944, il retourne au camp principal d'Auschwitz, où il est responsable du chef de garde du camp de protection jusqu'à sa dernière évacuation en janvier 1945.

## Dora-Mittelbau
En janvier 1945, alors que l'Armée rouge avance inexorablement dans les terres du Troisième Reich, le personnel SS d'Auschwitz est évacué vers le camp de concentration de Mittelbau-Dora. Le commandant d'Auschwitz, Richard Baer, est nommé commandant du camp et Hößler nommé chef de garde du camp de protection. Le 5 avril 1945, alors que la 3e division blindée américaine se rapproche du camp, Hößler dirige l'évacuation forcée en train des prisonniers vers Bergen-Belsen, toujours en fonctionnement. Il dirige également une marche de la mort avant d'arriver au camp.

## Bergen-Belsen

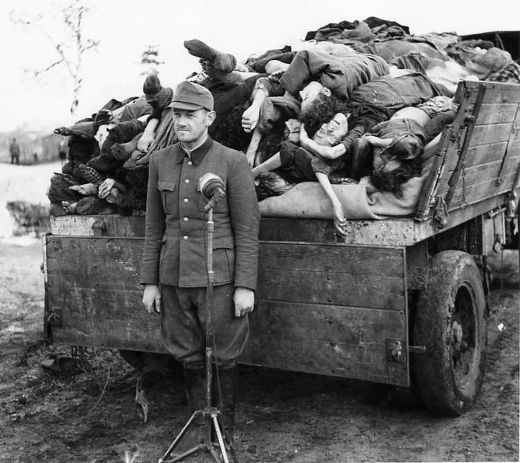
Franz Hössler à Bergen-Belsen.

Le 8 avril 1945, Hößler arrive à Bergen-Belsen et devient vice-commandant du camp sous Josef Kramer. Jusqu'à la libération du camp, il tue personnellement plusieurs prisonniers. Le 15 avril 1945, Hößler est reconnu, fondu dans la masse de prisonniers en vêtements camouflés. Détenu avec tous les personnels SS par une unité de l'armée britannique, ils sont forcés d'enterrer les milliers de cadavres jonchant les terrains du camp dans les fosses communes.

## Procès et exécution
Hößler et 44 autres membres SS du camp sont jugés lors du procès de Belsen par un tribunal militaire britannique à Lüneburg. Le procès dure plusieurs semaines de septembre à novembre 1945. Au cours du procès, Anita Lasker confirme la participation de Hößler aux sélections des déportés voués à la chambre à gaz. Le 17 novembre 1945, il est condamné à mort et pendu à la prison de Hamelin par Albert Pierrepoint, le 13 décembre 1945.